# Zwillingsmotor

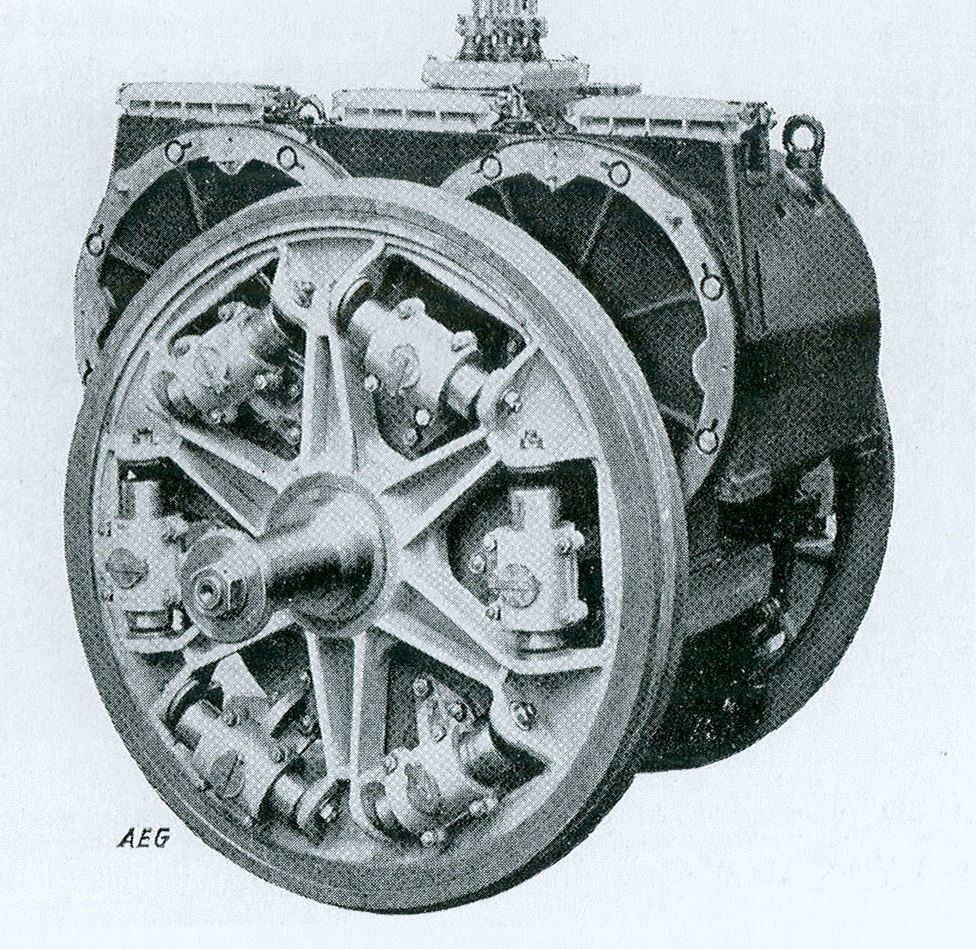
Ansicht einer Antriebsachse der Baureihe E 21.0 mit Kleinow-Federtopf-Antrieb und Zwillingsmotoren

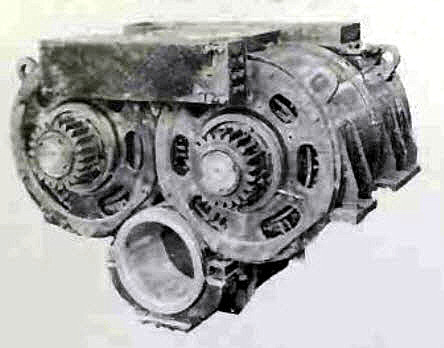
Doppelmotor der PRR-Klasse GG1 gebaut von General Electric

Der Zwillingsmotor, auch Doppelmotor, ist eine Bauform eines Elektromotors, die besonders in Elektrolokomotiven in den 1930er Jahren Anwendung fand.

## Aufbau und Geschichte
Die Fahrmotoren von Zwillingsmotoren sind so gestaltet, dass die Anker von zwei Fahrmotoren in einem gemeinsamen Gußstück gelagert sind. Entwickelt wurden sie, um statt einen Motor großer Leistung zwei kleinere Motoren mit geringerer Leistung und geringeren Abmessungen zu verwenden. Zwillingsmotoren wurden sowohl bei Lokomotiven mit Stangenantrieb als auch bei solchen mit Einzelachsantrieb verwendet und sollten Platz sparen und mehr Leistung bringen.
In der Mitte des von den zwei Ankern gemeinsamen Gehäuses war das von den Ritzeln beider Anker angetriebene Großrad angeordnet. Die Herstellung eines Zwillingsmotors verlangte ein sehr genaues Gussstück mit genauer Lage von drei Mittelpunkten (zwei Ritzel und ein Großrad). Der Vorteil der Anwendung von Zwillingsmotoren war, dass mehr Platz im Maschinenraum der Lokomotive vorhanden war, Nachteile waren die tiefe Schwerpunktlage und die beiden doppelt vorhandenen Anker.

## Anwendung mit Beispielen
Da bei den ersten elektrischen Lokomotiven größerer Leistung dem Einzelachsantrieb nicht richtig vertraut wurde, wurden zuerst nur elektrische Lokomotiven mit einem Motor und Stangenantrieb entwickelt. Um die entsprechende Leistung zu erreichen, entstanden wie bei der preußischen EP 235 Lokomotivmotoren mit einem Ständerdurchmesser bis 3,7 m. Die Wartung gestaltete sich als Problem. Deshalb gab es Bestrebungen, diese Einzelmotoren durch eine Kombination von zwei Motoren bei gleichbleibendem Stangenantrieb zu ersetzen. Einige Lokomotiven hatten eine Kombination von zwei Einfachmotoren (E 32, E 79), bei der Mehrzahl wurde die Ausführung mit Zwillingsmotoren verwendet (E 52, E 60, E 91).
Bei Lokomotiven mit Einzelachsantrieb war die Situation ähnlich. Hier war die Anwendung bauartbedingt auf den Federtopfantrieb beschränkt. Schon die erste Lokomotive der Deutschen Reichsbahn mit Einzelachsantrieb, die DR-Baureihe E 21.0, war mit dieser Antriebsart und Zwillingsmotoren ausgerüstet. Nach ihr wurden die E 17, E 19 11+12 und die ursprünglich für die Altonaer Hafenbahn beschaffte Preußische EV 6 so ausgeführt. Unabhängig, ob die Lokomotiven als Drehgestelllokomotive oder als Rahmenlokomotive ausgeführt waren, waren die Zwillingsmotoren im Rahmen des Drehgestells oder der Lokomotive fest gelagert. Der Antrieb wurde über das auf der Hohlwelle gelagerte Großrad übertragen. Andere Bahnverwaltungen verwendeten ebenfalls Zwillingsmotoren; so hatte die E 656 der Ferrovie dello Stato Italiane einen Doppelmotor für Gleichstrom.
Ein direkter Vergleich zwischen Einzelachsantrieb mit Einzelmotoren oder Zwillingsmotoren ist nicht einfach. So hat die E 190 vier einzelne Motoren, die E 191 besaß vier Zwillingsmotoren. Beide Bauarten haben in etwa gleiche Leistung. Die E 191 galt bis 1965 mit einer Höchstleistung von 5.700 kW bei 162 km/h als die leistungsfähigste deutsche Lokomotive. In neuerer Zeit kann die erforderliche Leistung von einem Motor pro Achse bei wesentlich kleineren äußeren Abmessungen erbracht werden.